# フィリップ・ホフマイヤー
フィリップ・ホフマイヤー（Philipp Hochmair、1973年10月16日 - ）は、オーストリアの俳優。

## 出演作品
- es［エス］（ラース）
- ヒトラーのための虐殺会議（ラインハルト・ハイドリヒ）